# Francisco Moyano
Francisco Julio Moyano (Mendoza, 22 de mayo de 1861 - ibíd., 1 de noviembre de 1929) fue un comerciante y político argentino, que ejerció como gobernador de la provincia de Mendoza entre 1895 y 1898.

## Biografía
Descendiente de una familia de larga tradición en Mendoza, que asciende hasta los fundadores de la ciudad, era hijo de Ángela Videla y Ramón Moyano. Desde su juventud se dedicó tanto al comercio como a la política, y a fines de la década de 1880 fue elegido diputado provincial. Fue luego reelegido en ese cargo, para más tarde ser elegido senador provincial. En 1894 el gobernador Pedro Anzorena lo nombró interventor de la municipalidad de la capital provincial.
Ese mismo año de 1894 fue convocada una Convención Constituyente provincial, que modernizó las instituciones provinciales. Pero el gobernador Anzorena se negó a firmar el nuevo texto y presentó la renuncia. La legislatura eligió entonces como gobernador interino a Francisco Moyano, que asumió el último día del año. Su breve gestión intentó dar muestras de apertura política: nombró ministros al radical Matías Godoy y a los conservadores Emilio Civit y José Antonio Salas. Este gesto le vale el aprecio de varios grupos políticos, que lo nominaron como candidato a gobernador, de modo que presentó su renuncia al cargo e inició su campaña política durante el gobierno interino de Tiburcio Benegas.
Triunfante en las elecciones por amplio margen, asumió el cargo llevando los mismos ministros que había tenido durante su interinato. Dedicó su gestión a la solución de problemas sociales y sanitarios, creando la Dirección General de Salubridad bajo la dirección de Emilio Coni e iniciando la construcción del Hospital Provincial. Se dictó una nueva ley de educación, y se modernizó el Estado con la sanción de las leyes orgánicas de municipalidades, de tribunales y del código de procedimientos judiciales. Actualizó los planos topográfico y catastral de la Provincia, y reorganizó las cuentas de la provincia, mejorando la recaudación y recurriendo al crédito interno.
También favoreció la plantación de montes frutales con el objetivo de no tender al monocultivo de vides, aunque la viticultura fue también favorecida; llevó adelante varias obras de riego, y dictó normas que desalentaban la venta de uvas a otras provincias, para favorecer la producción local de vinos.
Entre las obras públicas, se cuenta especialmente el Parque General San Martín, que inició, junto con una nueva cárcel y cuarteles de policía. Se inauguraron varias escuelas y aumentó significativamente el número de alumnos. Además fundó la "Villa Nueva de Guaymallén", que hoy es el distrito más poblado del Gran Mendoza.
Fue el primer gobernador en mucho tiempo en terminar su mandato, y cuando en 1898 lo pasó a su sucesor, el ministro de Hacienda saliente, Emilio Civit, éste tampoco completó su mandato, ya que fue nombrado ministro de Obras Públicas de la Nación. Asumió en su lugar el vicegobernador Jacinto Álvarez, quien nombró a Moyano su ministro de Gobierno.
En 1907 fue nuevamente elegido gobernador Emilio Civit, quien esta vez sí completó su mandato de tres años, teniendo como ministro de Hacienda a Francisco Moyano; la sociedad de Moyano con Civit permitió un gobierno ordenado, con grandes obras públicas y con la administración muy cuidadosa de los fondos públicos.
En 1910, Moyano fue elegido diputado nacional por la coalición conservadora Partidos Unidos; tuvo una participación marginal en la discusión de la Ley Sáenz Peña.
Casado con Cesira Araujo, tuvo siete hijos, de los cuales los varones también se dedicaron a la política: el mayor, Francisco José Moyano, fue intendente de Mendoza. Un nieto, llamado también Francisco J. Moyano, fue ministro del gobernador Gabrielli en la década del 60 y posteriormente diputado provincial por la Fuerza Federalista Popular.
Francisco Moyano falleció en Mendoza en el año 1929.